# Episodi di Last Cop - L'ultimo sbirro (quinta stagione)
La quinta e ultima stagione della serie televisiva Last Cop - L'ultimo sbirro è stata trasmessa in prima visione assoluta in Germania da Sat.1 dal 24 aprile al 2 giugno 2014.
In Italia la stagione è stata trasmessa in prima visione da Rai Premium dal 26 ottobre al 16 novembre 2015.
| nº | Titolo originale          | Titolo italiano      | Prima TV Germania | Prima TV Italia  |
| -- | ------------------------- | -------------------- | ----------------- | ---------------- |
| 1  | Die Büchse der Pandora    | Vecchi amici         | 24 aprile 2014    | 26 ottobre 2015  |
| 2  | Die wollen nur spielen    | Il mistero           | 24 aprile 2014    | 26 ottobre 2015  |
| 3  | Das Ding des Jahrhunderts | Verso la verità      | 1º maggio 2014    | 2 novembre 2015  |
| 4  | Sieben Buchstaben         | Le sette lettere     | 8 maggio 2014     | 2 novembre 2015  |
| 5  | Was hab ich getan         | Polvere dal passato  | 15 maggio 2014    | 9 novembre 2015  |
| 6  | Ins Paradies              | Una gita in paradiso | 22 maggio 2014    | 9 novembre 2015  |
| 7  | Es bleibt in der Familie  | La truffa del secolo | 29 maggio 2014    | 16 novembre 2015 |
| 8  | Die Zukunft               | Tutto in famiglia    | 2 giugno 2014     | 16 novembre 2015 |

## Vecchi amici
- Titolo originale: Die Büchse der Pandora
- Diretto da: Thomas Nennstiel
- Scritto da: Arne Nolting, Jan Martin Scharf

### Trama
A causa del suo comportamento contro le regole, Mick è stato trasferito alla stradale, mentre Andreas lavora per la Landeskriminalamt (LKA) insieme a Holger Brawitsch e Lutz Görnemann, due ex colleghi di Mick, al comando del commissario Klaus Koller. Un giorno l'uomo viene trovato morto carbonizzato nella sua auto in quello che sembra un suicidio dovuto alla depressione. Secondo la moglie Vera Koller, Brawitsch e Görnemann, però, Koller si sarebbe suicidato perché Andreas lo ricattava, minacciando di rivelare che alcuni anni prima aveva falsificato dei documenti per proteggere una famiglia armena. Andreas, tuttavia, è completamente estraneo alla vicenda e non ha idea del motivo per cui, di punto in bianco, il commissario gli abbia dato trentamila euro prima di morire.

## Il mistero
- Titolo originale: Die wollen nur spielen
- Diretto da: Thomas Nennstiel
- Scritto da: Arne Nolting, Jan Martin Scharf

### Trama
Brawitsch e Görnemann denunciano Andreas al nuovo commissario, che lo sospende dal servizio per aver ricattato un collega. Andreas e Mick decidono quindi di collaborare per risolvere il mistero: Andreas scopre che Koller pensava che lui fosse il ricattatore perché aveva visto il dossier falsificato sulla sua scrivania, mentre Mick impedisce a un ladro di rubare un computer portatile da casa Koller e trova la mail del ricattatore. Grazie a questa, Brawitsch e Görnemann vengono costretti a ritirare la denuncia contro Andreas, che torna in servizio, mentre Mick chiede loro di raccontargli cosa stia succedendo; dopo averci pensato a lungo, Brawitsch decide di rivelargli tutto, ma viene ucciso prima di poterlo fare. Nella tasca del morto Andreas trova un biglietto con la data di nascita della figlia di Mick.

## Verso la verità
- Titolo originale: Das Ding des Jahrhunderts
- Diretto da: Thomas Nennstiel
- Scritto da: Christian Heider, Uschi Müller

### Trama
Dopo aver fatto visita a sua figlia Isabelle - che gli nasconde la presenza di un misterioso ospite - Mick fa pressioni su Görnemann per spingerlo a rivelare cosa sia successo nel 2002 e l'identità del ricattatore di Koller. Andreas invece viene sollevato dalle indagini sui due omicidi dal commissario Bremme ed affiancato alla collega Anja Russeck per occuparsi di una banda specializzata in furti d'auto di lusso.

## Le sette lettere
- Titolo originale: Sieben Buchstaben
- Diretto da: Michael Kreindl
- Scritto da: Christian Heider, Uschi Müller

### Trama
Mick ruba dagli uffici della direzione di polizia di Essen un documento relativo all'operazione di controllo del passaggio dal Marco all'Euro svoltasi a cavallo tra 2001 e 2002. Oltre ai nomi di Koller, Brawitsch e Görnemann, trova quelli di Bremme, Ferchert e di un sesto uomo la cui identità è stata censurata.

## Polvere dal passato
- Titolo originale: Was hab ich getan
- Diretto da: Michael Kreindl
- Scritto da: Sven Böttcher

### Trama
Convinto dal riaffiorare dei ricordi di essere stato presente all'operazione Marco-Euro, Mick indaga per cercare conferme a questa ipotesi. Intanto Andreas e Anja analizzano i documenti della Bundesbank alla ricerca di anomalie.

## Una gita in paradiso
- Titolo originale: Ins Paradies
- Diretto da: Sophie Allet - Coche
- Scritto da: Johannes Lackner

### Trama
Mick scappa dall'aeroporto e nonostante sia ricercato per l'omicidio del funzionario della Bundesbank si mette alla ricerca di suo padre, l'unica persona che potrebbe essere disposta a fornirgli informazioni sulla notte di San Silvestro del 2001. Andreas, accusato dai colleghi di aver lasciato fuggire un assassino, cerca di ricostruire le mosse del suo amico.

## La truffa del secolo
- Titolo originale: Es bleibt in der Familie
- Diretto da: Sophie Allet - Coche
- Scritto da: Robert Dannenberg, Stefan Scheich

### Trama
Ferchert si accorda con Mick per un incontro, lasciando credere a Görnemann e Bremme che si tratti di un'imboscata per uccidere Brisgau, ma fornisce ai due poliziotti un'indicazione sbagliata sul luogo dell'appuntamento. Assieme a Meisner spiega a Mick come si svolse il piano per il furto dei Marchi destinati all'inceneritore e la loro sostituzione con dei falsi. Nel frattempo Anja attira Andreas nella tipografia dove fu realizzato il denaro contraffatto, gestita dalla sua compagna Irina.

## Tutto in famiglia
- Titolo originale: Die Zukunft
- Diretto da: Sophie Allet - Coche
- Scritto da: Robert Dannenberg, Stefan Scheich

### Trama
Saputo da Andreas che Vera Koller ha ritirato tutti i soldi provenienti dalle Isole Cayman, Mick anticipa le mosse della donna andando alla sua abitazione, dove scopre l'identità del ricattatore.